# Kathy Gleason
Catherine Lee Gleason (Buffalo, 8 de março de 1949) é uma ex-ginasta estadunidense, que competiu em provas de ginástica artística.
Corrigan fez parte da equipe estadunidense que disputou os Jogos Pan-americanos de Winnipeg. Neles, foi membro da seleção tricampeã por equipes, ao superar as canadenses pela terceira vez consevutiva. Individualmente, subiu ao pódio como terceira ranqueada nas barras assimétricas, em prova vencida pela canadense Susan McDonnell. Enquanto ginasta, disputou ainda os Jogos Olímpicos da Cidade do México, ao lado de Cathy Rigby. Como melhor colocação, foi a sexta coletiva. A maior honraria que recebeu foi o Honda Award, como atleta universitária.